# Peter Jirmann
Peter Jirmann jr. (* 6. April 1973 in Nitra, Tschechoslowakei) ist ein deutscher Fotograf. Er ist auf Akt-, Mode-, Beauty- und Kunstfotografie spezialisiert.

## Leben
Peter Jirmann jr. entdeckte seine Leidenschaft 1994 und studierte Fotografie an der Fakultät für Design in Nürnberg. Nachdem er während seines Studiums in der Architektur-Fotografie assistierte, spezialisierte Jirmann sich nach seinem Abschluss auf die Mode- und Akt- und Kunstfotografie. Bei seinen Werken überlässt er nichts dem Zufall. Kamerawinkel, Pose oder Kulisse – jede Einstellung ist bis ins kleinste Detail geplant. Er lebt in München.